# Tigridia ehrenbergii
Tigridia ehrenbergii är en irisväxtart som först beskrevs av Diederich Franz Leonhard von Schlechtendal, och fick sitt nu gällande namn av Elwood Wendell Molseed. Tigridia ehrenbergii ingår i släktet Tigridia och familjen irisväxter.

## Underarter
Arten delas in i följande underarter:
- T. e. ehrenbergii
- T. e. flaviglandifera